# Parafia Najświętszej Maryi Panny Naszej Pani i św. Dymfny w Aspley
Parafia Najświętszej Maryi Panny Naszej Pani i św. Dymfny w Aspley – parafia rzymskokatolicka, należąca do archidiecezji Brisbane.
Przy parafii funkcjonuje szkoła podstawowa, której patronuje św. Dymfna.